# Çekmeköy

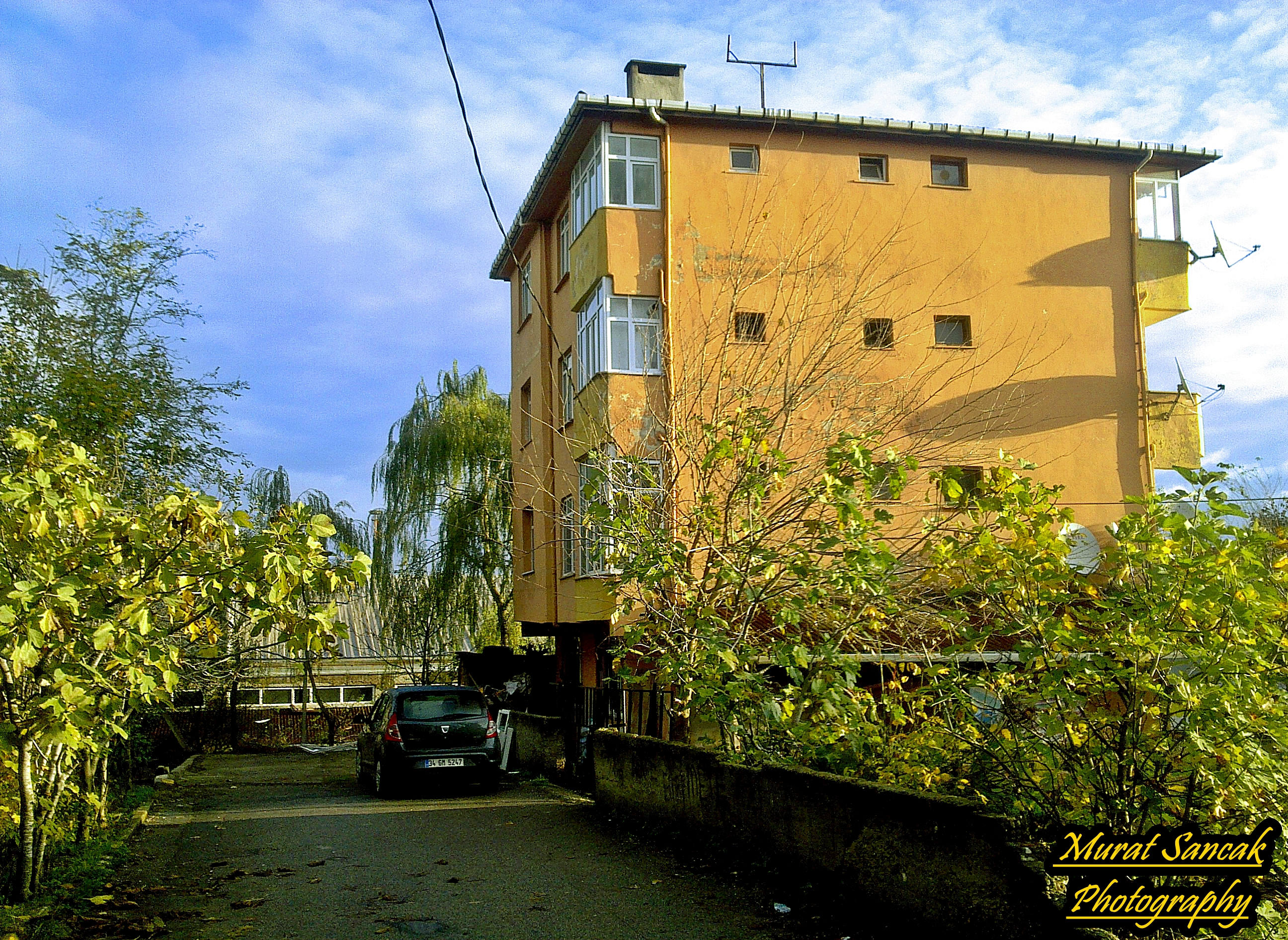
Quartier de Çekmeköy Alemdağ

Çekmeköy est l'un des 39 districts de la ville d'Istanbul, en Turquie.